# CEIP Llagut
El CEIP Llagut és un centre educatiu de Sant Pere Pescador (Alt Empordà). L'edifici és una obra inclosa a l'Inventari del Patrimoni Arquitectònic de Catalunya. Es troba dins del nucli urbà de la població de Sant Pere Pescador, al nord-est de l'antic nucli medieval de la vila, en l'encreuament entre el carrer de les Escoles i el camí del Joncar.

## Edifici
Edifici aïllat format per tres cossos adossats, que li confereixen una planta en forma d'U. Els cossos són rectangulars, distribuïts en una sola planta i amb les cobertes de dues vessants. Presenten grans finestrals de vidre, bastits en grups de tres. A les façanes hi ha plafons rectangulars de maons, a mode decoratiu, entre les obertures i un sòcol de pedra. La porta principal està emmarcada amb plafons quadrats i voladís amb teula a la part superior.
El parament està arrebossat i pintat de color groc.

## Història
Després d'utilitzar diversos locals de lloguer, fins i tot la rectoria, l'escola s'ubicà l'any 1879 en l'edifici que actualment es coneix com la seu del Ajuntament. Donat que ràpidament aquest es va quedar petit, l'any 1927 l'Ajuntament adquirí a Francesc Casamort una parcel·la d'una vessana de terra per l'import de 1950 pessetes, amb la finalitat de construir una escola nacional unitària. L'any 1934 el solar fou cedit a la Direcció General de Primera Ensenyança per a la construcció d'unes noves escoles, l'actual CEIP Llagut. Finalment fou inaugurada pel mestre Josep Simón l'onze d'abril de 1936, encara que aquesta no entra en funcionament fins després de la Guerra Civil Española (1936-39). Durant aquest període queda malmesa pel conflicte bèl·lic hi es varen haver de practicar diferents obres per tornar a condicionar-la.
Durant els anys 70, l'edifici fou una altra vegada reformat i ampliat. L'any 1973 es bastiren dues aules. L'any 1975 l'Ajuntament adquirí un terreny annexa per ubicar-hi l'edifici de l'escola comarcal i la pista poliesportiva. L'any 1977 s'amplia amb dues aules més. L'any 1980 es tornen a practicar obres de rehabilitació i condicionament al conjunt escolar. Les últimes obres documentades són l'any 1984 quan s'inaugura un menjador escolar.